# Chiesa dei Santi Lorenzo e Barbara (Castelnuovo d'Elsa)
La chiesa dei Santi Lorenzo e Barbara è un luogo di culto cattolico di Castelnuovo d'Elsa, frazione del comune di Castelfiorentino, in provincia di Firenze, appartenente alla diocesi di Volterra.

## Storia
L'edificio di origine medievale, risalente al XIV secolo, ad un'unica navata terminante con un'abside semicircolare, domina la piazzetta centrale del paese.
Nel XV secolo a fianco della chiesa venne costruito un ospedale.

## Descrizione
L'esterno della chiesa presenta una cortina di mattoni: sulla facciata si apre l'unico portale sovrastato da un arco a sesto acuto, non in asse con il rosone che si apre poco sopra.

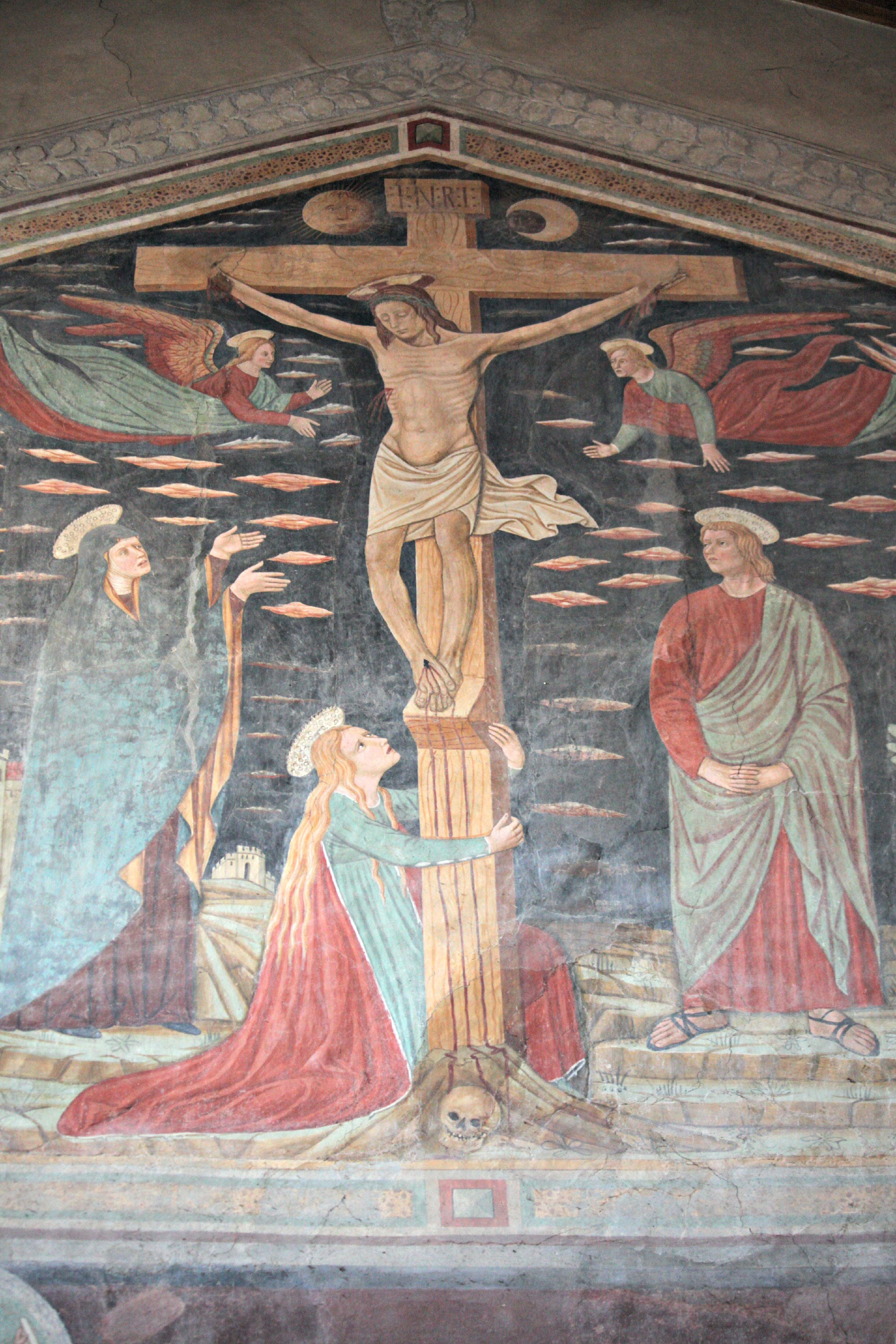
Crocifissione di Paolo Schiavo

Nella parete di fondo dell'altare maggiore conserva un ciclo di affreschi attribuiti a Paolo Schiavo (1397 - 1478).